# Elizabeth (Illinois)
Elizabeth – wieś w Stanach Zjednoczonych, w stanie Illinois, w hrabstwie Jo Daviess.